# Fays-Famenne

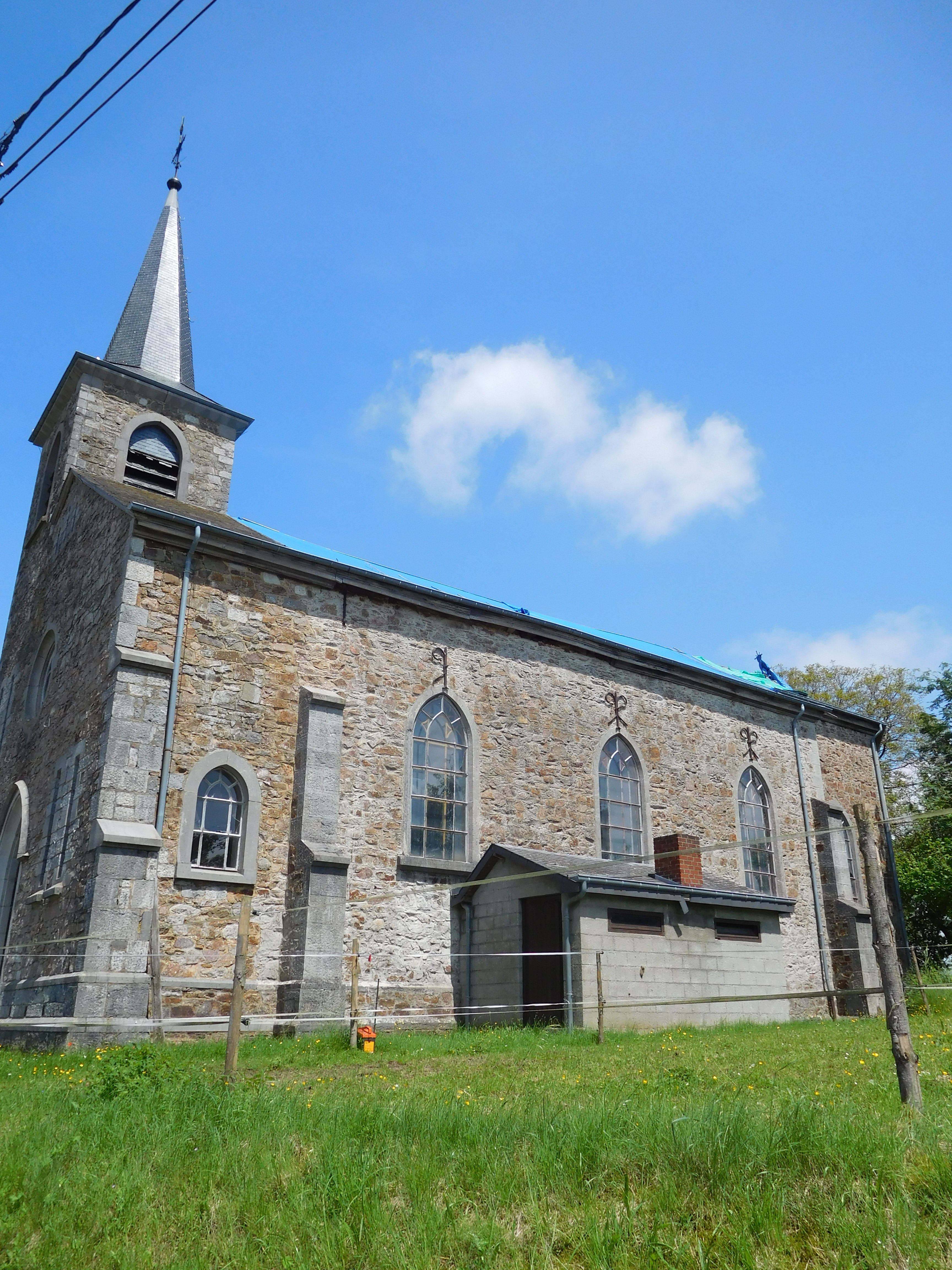
Eglise Saint-Marcoul

Fays-Famenne is een dorpje in de Belgische provincie Luxemburg. Het ligt in Sohier, een deelgemeente van Wellin. Fays-Famenne ligt bijna drie kilometer ten zuiden van het centrum van Sohier, in een open plek in het woud. De toevoeging Famenne, verwijzend naar de streek, dient voor het onderscheid met andere plaatsen met de naam Fays.

## Geschiedenis
Fays was vroeger afhankelijk van Wellin. Op de Ferrariskaart uit de jaren 1770 staat het plaatsje weergegeven als het gehuchtje Fay, enkele kilometer ten zuiden van het gehucht Soyere (Sohier). Op kerkelijk gebied was Fays afhankelijk van Wellin.
Op het eind van het ancien régime werd Fays-Famenne een zelfstandige gemeente. De gemeente werd 1823 opgeheven en bij de gemeente Sohier gevoegd. Op kerkelijk vlak werd Fays, net als Sohier, in 1836 een hulpkapel van Lomprez, dat in 1859 een parochie. In 1894 werd ook Sohier een zelfstandige parochie en in 1904 ging de kapelanij van Fays van de parochie Lomprez naar de parochie Sohier.
Bij de gemeentelijke fusies van 1977 werd Sohier, met daarbij Fays-Famenne, een deelgemeente van Wellin.

## Bezienswaardigheden
- de Eglise Saint-Marcoul

Deelgemeenten: Chanly · Halma · Lomprez · Sohier · Wellin

Overige dorpen en gehuchten: Barzin · Froidlieu · Fays-Famenne · Neupont

Belgische gemeenten · Arrondissement Neufchâteau · Luxemburg · Wallonië